# Кучер, Валерий Николаевич
Валерий Николаевич Кучер (8 июля 1941, Киев, Украинская ССР — 5 мая 2016, Москва, Российская Федерация) — советский и российский журналист, публицист, историк-исследователь, писатель-документалист, общественный и политический деятель, главный редактор газеты «Российские вести» (1990—1998), народный депутат СССР (1989—1991). Действительный государственный советник 2 класса. Заслуженный работник культуры Российской Федерации (1996).

## Краткая биография
После окончания средней школы № 2 города Малин Житомирской области служил в рядах Советской армии (1960—1963). Затем работал лаборантом в научно-исследовательском секторе Магнитогорского Горнометаллургического института им. Г. И. Носова.
В 1968 г. окончил литературный факультет Магнитогорского педагогического института. В 2004 г. защитил диссертации на звание кандидата исторических наук по теме «Формирование директорского корпуса предприятий металлургической промышленности в конце 20-х — начале 50-х гг. XX века».
- 1968—1969 г. — преподаватель русского языка и литературы в Поповской восьмилетней школе Красноармейского района Челябинской области,
- 1969—1971 гг. — литературный сотрудник газеты «Магнитогорский Металл» Магнитогорского металлургического комбината (ММК),
- 1971—1974 гг. — и. о. заместителя редактора,
- 1974—1975 гг. — заместитель редактора газеты «Магнитогорский Металл»,
- 1975—1976 гг. — инструктор партийного комитета ММК;
- 1976—1980 гг. — заместитель заведующего отделом пропаганды и агитации, заведующий Домом политпросвещения Магнитогорского городского комитета КПСС,
- 1980—1983 гг. — собственный корреспондент областной газеты «Челябинский рабочий» по г. Магнитогорску,
- 1983—1989 гг. — главный редактор газеты «Магнитогорский Рабочий»,
- 1990—1998 гг. — главный редактор газеты Совета Министров и Правительства России «Российские Вести»,
- 1995—1996 гг. — начальник управления информации и пропаганды Главного программно-аналитического управления Президента РФ,
- 1999—2003 гг. — советник президента-ректора Российской академии государственной службы при Президенте РФ (РАГС), главный редактор научно-политического журнала «Государственная служба».

Член Союза журналистов СССР, Союза журналистов России, Союза писателей Москвы
Народный депутат СССР от Союза журналистов СССР, член Верховного Совета СССР (1989-1991).
В октябре 2016 г. библиотеке №15 г. Брянска присвоено имя Валерия Николаевича Кучера и открыта фотоэкспозиция, посвященная жизни, деятельности и творчеству Валерия Кучера.

## Награды и звания
- Заслуженный работник культуры Российской Федерации (23 мая 1996 года) — за заслуги в области печати и плодотворную работу в редакции газеты «Российские вести»[1].

## Литературная деятельность
С 2003 г. начал историко-исследовательскую деятельность в роли историка, писателя-документалиста. Автор книг: 
- «Магнитка — это навсегда. Часть 1. Дела и судьбы сталинских директоров» (2003),
- «Магнитка в 1941—1945 годах. Подробности. Факты. Документы» (2010),
- «Магнитка — это навсегда. Часть 2. Дела и судьбы советских директоров» (2011),
- «Партизаны Брянщины: мифы и реальность. На примере города Орджоникидзеграда (Бежицы) (1941—1943 гг.)» (2012),
- «Партизаны Брянского леса: какими они были. 1941—1943 гг.» (2014).

### Книги
1. 2010 — Магнитка в 1941—1945 годах. Подробности. Факты. Документы. — Магнитогорск.
2. 2014 — Партизаны Брянского леса: какими они были (1941—1943).